# Phylloscartes flaviventris
El  orejerito amarillo (Phylloscartes flaviventris) también denominado atrapamoscas vientre cerdoso, atrapamoscas de vientre amarillo o atrapamoscas cerdoso vientre amarillo, es una especie de ave paseriforme de la familia Tyrannidae, perteneciente al  numeroso género Phylloscartes. Es endémico del norte de Venezuela.

## Distribución y hábitat
Se distribuye por el norte de Venezuela, en Yaracuy y las montañas costeras desde el oeste de Carabobo hacia el este hasta Caracas, también en el interior de Miranda (Cerro Negro).
Esta especie es considerada poco común en su hábitat natural: el dosel y los bordes de bosques de piedemonte y de baja altitud, principalmente entre los 750 y los 1100 m de altitud.

## Sistemática

### Descripción original
La especie P. flaviventris fue descrita por primera vez por el ornitólogo alemán Ernst Hartert en 1897 bajo el nombre científico Leptotriccus flaviventris; su localidad tipo es: «Ejido y Mérida, Venezuela».

### Etimología
El nombre genérico masculino «Phylloscartes» se compone de las palabras del griego «phullon» que significa ‘hoja’, y «skairō» que significa ‘saltar, bailar’; y el nombre de la especie «flaviventris» se compone de las palabras del latín «flavus» que significa ‘amarillo’, y «ventris, venter» que significa ‘vientre’.

### Taxonomía
Es monotípica.